# Riesenotter
Der Riesenotter (Pteronura brasiliensis) ist eine im amazonischen Regenwald verbreitete Art der Otter. Zu den Flusssystemen, in denen er beheimatet ist, gehören der Amazonas, der Orinoco und der Río de la Plata.

## Merkmale

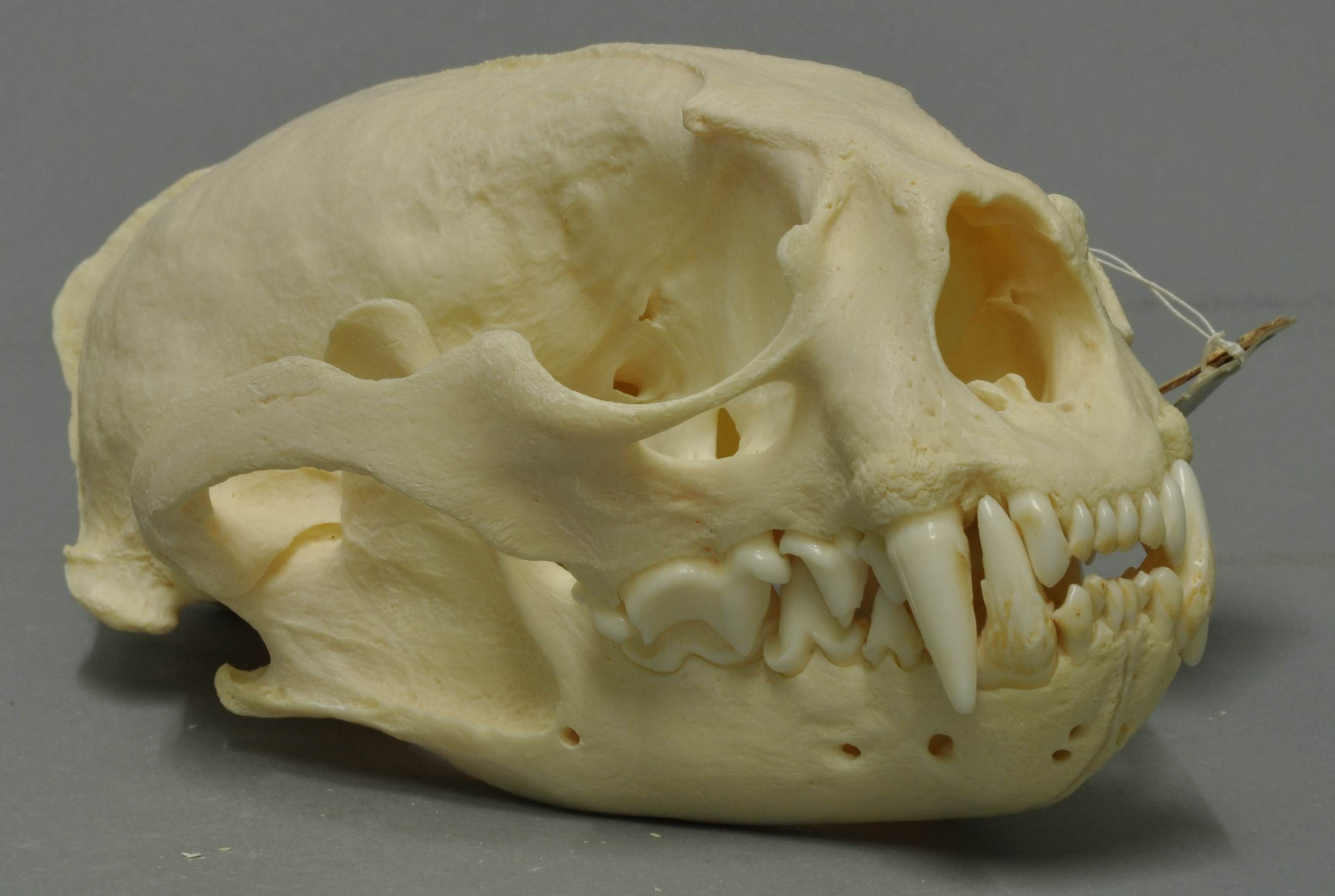
Schädel (Sammlung Museum Wiesbaden)

Ungefähres heutiges Verbreitungsgebiet

Er ist mit einer Länge von zwei Metern (davon 70 cm Schwanz) und einem Gewicht über 20 Kilogramm der mit Abstand größte im Süßwasser lebende Otter. Der Seeotter ist deutlich schwerer, allerdings kürzer als der Riesenotter.

## Lebensweise
Im Gegensatz zum entfernt verwandten europäischen Fischotter ist der Riesenotter tagaktiv und gesellig. Er ist entlang der südamerikanischen Flüsse in Trupps von fünf bis acht, selten bis zu zwanzig Individuen anzutreffen. Im Wasser jagt er nach Fischen, er frisst aber auch Wasservögel, Mäuse und Vogeleier. Die Jagd wird in der Gruppe organisiert, das heißt, die Mitglieder einer Ottergruppe treiben sich die Fische gegenseitig zu.
Ein Wurf umfasst ein bis fünf Junge. Die große Zahl der Feinde junger Otter (z. B. Kaimane, Jaguare) macht zwei Geburten pro Jahr notwendig. Nach zehn Monaten haben die Jungen die Größe der Elterntiere erreicht und sind im Alter von zwei Jahren geschlechtsreif. Die Lebenserwartung der Riesenotter beträgt etwa zehn Jahre.
Im gleichen Lebensraum wie der Riesenotter lebt der kleinere Südamerikanische Fischotter, der in Größe und Verhalten mehr dem europäischen Fischotter gleicht.

## Zucht
Außerhalb Südamerikas leben nur wenige Riesenotter in Zoos oder Tierparks. Nachhaltige Zuchterfolge gelangen seit 1990 dem Tierpark Hagenbeck in Hamburg, in dem bereits 1961 Riesenotter gehalten und erstmals außerhalb Südamerikas ein Riesenotter geboren und aufgezogen wurde, und dem Zoo von Philadelphia. Seit 2005 wird nach vielen Jahren Abwesenheit die erfolgreiche Haltung und Zucht in Hamburg mit einem Importpaar aus Südamerika fortgesetzt.
Im Zoo Dortmund gelangen seit 2004 vier seltene Aufzuchterfolge mit insgesamt elf erfolgreich aufgezogenen Jungtieren, nachdem zahlreiche Jungtiere in den vergangenen Jahren gestorben waren.
Die guten Nachzuchtergebnisse in Dortmund und Hamburg ermöglichten es, in mehreren europäischen Zoos neue Zuchtpaare zu etablieren, so in Leipzig, Duisburg, Doue la Fontaine, im englischen Chestnut Centre, dem Zoo Chester und im South Lakes Wild Animal Park.
2009 wurden im Zoo Doue la Fontaine in Frankreich erstmals Riesenotter geboren, dieser Erfolg wiederholte sich im englischen Chestnut Centre im Jahre 2010; dem Zoo Duisburg gelang am 14. Dezember 2009 erstmals eine Nachzucht. Als erster europäischer Zoo hielt Leipzig bereits 1881 einen Riesenotter; seit 2009 ist diese Art dort nun wieder im Bestand.

## Belege
1. ↑  Rheinische Post Duisburg. Archiviert vom Original am 2. April 2010; abgerufen am 31. März 2010.
2. ↑  International Giant Otter Studbook. (PDF; 242 kB) Abgerufen am 16. Dezember 2009.
3. ↑  Aktuelle Projekte: Riesenotter. In: Tierpark Hagenbeck. Archiviert vom Original am 16. April 2010; abgerufen am 16. Oktober 2009.